# Sweet Magnolias
Sweet Magnolias é uma  série de televisão de romance e drama americana baseada nos romances de Sweet Magnolias de Sherryl Woods, que foi lançada em 19 de maio de 2020 na Netflix.
Em julho de 2020, a Netflix renovou a série para uma segunda temporada. A segunda temporada de 10 episódios estreou em 4 de fevereiro de 2022.

## Premissa
Sweet Magnolias segue "três mulheres da Carolina do Sul, melhores amigas desde o ensino médio, enquanto elas se apoiam através das complexidades do romance, carreira e família".

## Elenco

### Regular
- JoAnna Garcia Swisher como Maddie Townsend
- Brooke Elliott como Dana Sue Sullivan
- Heather Headley como Helen Decatur
- Logan Allen como Kyle Townsend
- Anneliese Judge como Annie Sullivan
- Carson Rowland como Tyler "Ty" Townsend
- Justin Bruening como Cal Maddox
- Chris Klein como Bill Townsend
- Jamie Lynn Spears como Noreen Fitzgibbons
- Dion Johnstone como Erik Whitley (segunda temporada; recorrente primeira temporada)
- Brandon Quinn as Ronnie Sullivan (segunda temporada; participação primeira temporada)

### Recorrente
- Chris Medlin como Isaac Downey
- Bianca Berry Tarantino como Katie Townsend
- Frank Oakley III como Harlan Bixby
- Allison Gabriel como Mary Vaughn Lewis
- Brittany L. Smith como Peggy Martin
- Tracey Bonner como Pastor June Wilkes
- Charles Lawlor como Collins Littlefield
- Harlan Drum como CeCe Matney
- Sam Ashby como Jackson Lewis
- Hunter Burke como Trotter Vidhyarkorn
- Al-Jaleel Knox como Gabe Weatherspoon
- Michael Shenefelt como Ryan Wingate
- Michael May como Simon Spry
- Caroline Lagerfelt como Paula

## Episódios
| Temporada | Temporada | Episódios | Episódios | Originalmente lançado  |
| --------- | --------- | --------- | --------- | ---------------------- |
|           | 1         | 10        | 10        | 19 de maio de 2020     |
|           | 2         | 10        | 10        | 4 de fevereiro de 2022 |

### 1.ª temporada (2020)
| N.º na série | N.º na temp. | Título                        | Dirigido por        | Escrito por        | Lançamento         |
| ------------ | ------------ | ----------------------------- | ------------------- | ------------------ | ------------------ |
| 1            | 1            | "Pour It Out"                 | Norman Buckley      | Sheryl J. Anderson | 19 de maio de 2020 |
| 2            | 2            | "A United Front"              | Norman Buckley      | Shelley Meals      | 19 de maio de 2020 |
| 3            | 3            | "Give Drink to the Thirsty"   | Kelli Williams      | Anthony Epling     | 19 de maio de 2020 |
| 4            | 4            | "Lay It All Down"             | Kelli Williams      | Francesca Butler   | 19 de maio de 2020 |
| 5            | 5            | "Dance First, Think Later"    | Norman Buckley      | Caron Tschampion   | 19 de maio de 2020 |
| 6            | 6            | "All Best Intentions"         | Norman Buckley      | Shelley Meals      | 19 de maio de 2020 |
| 7            | 7            | "Hold My Hand"                | Laura Nisbet Peters | Anthony Epling     | 19 de maio de 2020 |
| 8            | 8            | "What Fools These Mortals Be" | Laura Nisbet Peters | Francesca Butler   | 19 de maio de 2020 |
| 9            | 9            | "Where You Find Me"           | Norman Buckley      | Caron Tschampion   | 19 de maio de 2020 |
| 10           | 10           | "Storms and Rainbows"         | Norman Buckley      | Sheryl J. Anderson | 19 de maio de 2020 |

### 2.ª temporada (2022)
| N.º na série | N.º na temp. | Título                      | Dirigido por       | Escrito por        | Lançamento             |
| ------------ | ------------ | --------------------------- | ------------------ | ------------------ | ---------------------- |
| 11           | 1            | "Casseroles and Casualties" | Norman Buckley     | Sheryl J. Anderson | 4 de fevereiro de 2022 |
| 12           | 2            | "So Much to Say"            | Norman Buckley     | Anthony Epling     | 4 de fevereiro de 2022 |
| 13           | 3            | "The More Things Change"    | Mykelti Williamson | Valerie C. Woods   | 4 de fevereiro de 2022 |
| 14           | 4            | "Walk of Faith"             | Mykelti Williamson | Caron Tschampion   | 4 de fevereiro de 2022 |
| 15           | 5            | "Great Expectations"        | Norman Buckley     | Shani Am. Moore    | 4 de fevereiro de 2022 |
| 16           | 6            | "Find It in Your Heart"     | Norman Buckley     | Anthony Epling     | 4 de fevereiro de 2022 |
| 17           | 7            | "Fragile Things"            | Yangzom Brauen     | Valerie C. Woods   | 4 de fevereiro de 2022 |
| 18           | 8            | "The Rules of the Game"     | Yangzom Brauen     | Caron Tschampion   | 4 de fevereiro de 2022 |
| 19           | 9            | "Dear Heart"                | Mary Lou Belli     | Shani Am. Moore    | 4 de fevereiro de 2022 |
| 20           | 10           | "If Thou Wilt, Remember"    | Mary Lou Belli     | Sheryl J. Anderson | 4 de fevereiro de 2022 |

## Produção

### Desenvolvimento
Em 27 de setembro de 2018, foi anunciado que a Netflix havia dado à produção uma ordem de série para uma primeira temporada de dez episódios. A série foi baseada na série de livros Sweet Magnolias de Sherryl Woods e os produtores executivos deveriam incluir Woods, Sheryl J. Anderson e Dan Paulson. Anderson também foi definido para servir como showrunner da série. A empresa de produção envolvida com a série será Daniel L. Paulson Productions.

### Filmagens
As filmagens da primeira temporada da série começaram no dia 8 de julho de 2019 em Covington, Geórgia.

## Recepção
O site agregador de resenhas Rotten Tomatoes relatou uma taxa de aprovação de 78% com base em 9 resenhas, com uma classificação média de 6,17/10.